# Tällholms fjärden
Tällholms fjärden är en fjärd i Finland. Den ligger i Nagu i landskapet Egentliga Finland, i den sydvästra delen av landet, 170 km väster om huvudstaden Helsingfors.
Tällholms fjärden avgränsas av Blåbärholm i norr, Sackholm i öster, Norra Tällholm och Tällholms grunden i söder samt Bergö och Bildholm i väster. Den ansluter till Rockelholms fjärden i sydöst, Bildholms sund i väster och Storsund i norr.